# 栃木県立矢板高等学校
栃木県立矢板高等学校（とちぎけんりつやいたこうとうがっこう）は、栃木県矢板市片俣にある高等学校。本稿では、2013年に閉校した旧校と、栃木県立塩谷高等学校との統合で2011年に開校した新校の両校を扱う。

## 特色
本校は農学校を前身としており、農学関係の学科を設置している。1972年（昭和47年）に現在地に移転するまでは、農学関係の学科の他に普通科も併設されていたが、矢板東高等学校として分離独立した。

### 設置学科
- 農業経営科
- 機械科
- 電子科
- 栄養食物科
- 社会福祉科

## 沿革
- 1910年（明治43年） 塩谷郡立農林学校として開校
- 1922年（大正11年） 栃木県立矢板農学校と改称
- 1951年（昭和26年） 栃木県立矢板高等学校と改称
- 1972年（昭和47年） 矢板市中より現在地に移転、普通科は栃木県立矢板東高等学校となり、従来の校舎を引き継ぐ。
- 2000年（平成12年） 創立90周年記念式典
- 2005年（平成17年） 創立95周年記念式典（講演会）
- 2010年（平成22年） 創立100周年記念式典
- 2011年（平成23年） 1月、栃木県立塩谷高等学校(2013年閉校)との統合に伴い「栃木県立矢板高等学校」（新校）開校、 農業経営科・機械科・電子科・栄養食物科・社会福祉科[1]設置、矢板高校（旧校）情報処理科募集停止
- 2013年（平成25年） 3月、旧校閉校、情報処理科閉科。4月の入学生をもって新校が全学年揃う。

## 著名な出身者
- 森戸祐幸（実業家）
- 鈴木従道（陸上選手・監督）
- 鈴木秀幸（プロ野球選手）
- 生田目竜也（大相撲力士）